# DN5-ös főút (Románia)
A DN5-ös főút Bukarestet köti össze Bulgáriával és azon keresztül Délkelet-Európával. Gyurgyevónál, a Duna hídnál (a rendszerváltás előtti nevén Barátság híd) ér véget. Teljes hossza 67 km. Románia déli részének egyik legforgalmasabb útja.
Autópályának tervezték, 2006 és 2009 között építették ki. Legnagyobb részében azonban nem építették ki igazi sztrádává, elmaradt a leállósáv is, és a kereszteződések körforgalomként vannak kiépítve. Néhány szakasza azonban szabályos autópálya.